# Swammerdamella furcata
Swammerdamella furcata är en tvåvingeart som beskrevs av Cook 1962. Swammerdamella furcata ingår i släktet Swammerdamella och familjen dyngmyggor.
Artens utbredningsområde är Kongo. Inga underarter finns listade i Catalogue of Life.